# René Martin (directeur artistique)
Pour les articles homonymes, voir René Martin et Martin.
 (novembre 2016).
Scènes principales
- La Folle Journée de Nantes
- Le Festival international de piano de La Roque-d'Anthéron

René Martin est un directeur artistique de festivals de musique classique français, créateur et l'organisateur, depuis 1995, de La Folle Journée de Nantes et, depuis 1981, du Festival international de piano de La Roque-d'Anthéron.

## Biographie
René Martin naît dans une famille de commerçants du nord de la Loire-Atlantique. Après avoir pratiqué dans son adolescence le jazz et le rock (il joue de la batterie), il découvre la musique classique à la lecture d'une biographie de Charlie Mingus qui cite Béla Bartók. Parallèlement à un cursus en gestion et administration des entreprises, il  suit des études musicales (percussion, théorie, histoire de la musique, analyse, composition et musique électroacoustique) au Conservatoire de Nantes.
Dès 1974, il organise dans une salle nantaise une première série de concerts où sont invités Wilhelm Kempff, Bruno Leonardo Gelber, Ivry Gitlis, le Quatuor Melos et, l'année suivante, Sviatoslav Richter qui devient son ami, comme le sont aujourd'hui Radu Lupu, Jean-François Heisser ou Brigitte Engerer.
C'est à la suite d'un concert du groupe de rock U2 qu'il imagine le concept de La Folle Journée : « Je ne voulais pas créer une manifestation gigantesque mais permettre la rencontre des citoyens néophytes avec les Impromptus de Schubert ou Le Sacre du printemps de Stravinsky. »
Gilles Cantagrel dit de lui : « C’est un homme d’intuition épris d’éthique qui se montre rigoureux et travailleur. Une personnalité rare. »

## Carrière
En 1977 René Martin fonde le Centre de réalisations et d'Études artistiques (CREA) à Nantes dont il assure la direction artistique depuis 1979. C'est à partir de cette plate-forme que sont créées les autres manifestations artistiques dont il est à l'origine depuis : 
- 1981 :  Festival International de piano de La Roque d'Anthéron – Invités : Radu Lupu, Martha Argerich, Michael Pletnev, Evgeni Kissin, Nelson Freire, Nikolaï Lugansky… ;
- 1986 : Moments musicaux de l'Hermitage à La Baule (musique de chambre) – Invités : Quatuor Lindsay, Quatuor Ysaÿe, Alain Meunier, Régis Pasquier, Jean-Claude Pennetier, Roland Pidoux, Gérard Caussé, Renaud et Gautier Capuçon, Jean-Efflam Bavouzet… ;
- 1988 : Festival des fêtes musicales à la Grange de Meslay à la demande de Sviatoslav Richter (plus de 100 concerts) ;
- 1990 : Concerts de l’Abbaye de Fontevraud (musique sacrée) – Invités : Philippe Herreweghe, William Christie, Paul Van Nevel, Christoph Spering… ;
- 1992 : Festival d’Art Sacré de Guérande ;
- 1995 : La Folle Journée (« Mozart ») à Nantes ;
- 1999 : La Folle Journée à Lisbonne ;
- 2001 : La Folle Journée à Bilbao ;
- 2004 : La Folle Journée à Tokyo ;
- 2007 : La Folle Journée à Rio de Janeiro ;
- 2010 : ''La Folle Journée'' à Varsovie (pl) ;
- 2015 : La Folle Journée à Iekaterinbourg
- 2015 :  Le Rivage des Voix à Saint Florent le Vieil
- 2016 : Via Aeterna au Mont Saint-Michel

Mais aussi les Concerts de Musique de Chambre et les Concerts Spirituels à Nantes, les Nuits de décembre au musée Pouchkine à Moscou, des tournées de concerts au Japon, Brésil,  Angleterre…
Il fut le représentant pour la France de Sviatoslav Richter et le conseiller musical de Richard Peduzzi ancien directeur de la Villa Medicis à Rome et de Jérôme Deschamps et Macha Makeïeff pour le Grand-Théâtre de Nîmes.
En 2001, il fonde le label Mirare, avec François-René Martin.

## Distinctions
Directeur artistique connu et reconnu, René Martin reçoit, au cours de la Folle Journée 2005, les insignes de l’Ordre National du Mérite des mains du Ministre de la Culture et de la Communication français, Renaud Donnedieu de Vabres.
En mars de cette même année 2005, dans le cadre de la Folle Journée à Lisbonne, le Président de la République du Portugal, Jorge Sampaio, lui remet la médaille de Commandeur de l’Ordre de l'Infant Dom Henri, titre le plus honorifique que le gouvernement puisse remettre à un étranger.
En 2011, il est nommé Commandeur dans l’Ordre des Arts et des Lettres.
En septembre de cette même année, lors de la Folle Journée de Varsovie, René Martin reçoit des mains du Ministre de la Culture polonaise la médaille du Mérite culturel polonais Gloria Artis, plus haute distinction décernée aux personnes qui s’illustrent dans le domaine de la création artistique, de l’activité culturelle ou de la protection de la culture ou du patrimoine polonais.
En avril 2013, René Martinest nommé Chevalier de l’Ordre national de la Légion d’honneur.
En mai 2013, il reçoit du Ministre de la Culture du Japon, représenté par Seiichi Kondo, le prix très prestigieux de Commissaire pour les Affaires Culturelles du Japon afin de saluer sa collaboration avec ce pays dans lequel René Martin organise presque 700 concerts chaque année.

### Sources
- Biographie de René Martin sur les sites de :
  - La Folle Journée ;
  - Reforme.net ;
  - L'Express.